# Кукуляса
Кукуляса (рум. Cuculeasa) — село у повіті Бузеу в Румунії. Входить до складу комуни Зідурі.
Село розташоване на відстані 118 км на північний схід від Бухареста, 20 км на північний схід від Бузеу, 81 км на захід від Галаца, 116 км на схід від Брашова.

## Населення
За даними перепису населення 2002 року у селі проживали 498 осіб, з них 494 особи (99,2%) румунів. Рідною мовою 494 особи (99,2%) назвали румунську.